# 中國忠旺
中國忠旺控股有限公司（港交所除牌前：1333），是中华人民共和国的一家綜合性鋁加工企業，成立於1993年，总部位于遼寧省遼陽市。主要業務包含工業鋁擠壓、深加工及鋁壓延。该公司一度是全球第二大及亚洲最大的工业铝挤压产品研发制造商，2021年因重大亏损和运营困难遭遇危机，此后被法院裁定破产重整。

## 歷史發展
1989年，刘忠田创办合成树脂化工厂并任厂长，此后又创办了辽阳铝制品厂、福田化工、程程塑料等企业。1993年1月18日，刘忠田创办了辽阳忠旺铝型材有限公司，由辽阳铝制品厂和香港威力旺有限公司共同出资筹建，专门生产建筑业门窗框用铝型材。忠旺集团的发展得益于当时起步的中国城镇房改，2000年忠旺集团产能达到30万吨。2001年，有美国资本提出收购忠旺集团，但最终被刘忠田谢绝。
2002年，忠旺集团開始轉型以工業鋁擠壓材爲主要産品，之后又进入交通领域以及船舶制造行业。2007年和2008年，由于当时资金紧张，忠旺集团相继发行6亿元和20亿元债券用于筹资。2008年11月，忠旺集团宣布，美国泰山投资集团和美国世达资本有限公司以3亿美元投资忠旺集团，随后开始谋划上市。
2008年前三季度，忠旺集团新签订单总额高达73亿元人民币，涵盖首都机场扩建、北京奥运会、上海世博会以及广州亚运会等十余个重大工程。该公司亦获得了中国北车、中国南车旗下公司的7万吨铝型材合同。
2009年5月8日，中国忠旺在香港交易所主板上市，進行首次公開招股，发行价每股7港元，这也成为了当时金融危机之后，全球最大的IPO项目。同一年，忠旺集团的工业铝挤压产品销量跃升至全球第二，董事长刘忠田也以超过200亿人民币的资产位列福布斯中国富豪榜第8名。
2011年，中国忠旺宣佈在中國天津市武清區投資建設鋁壓延材項目，全項目設計年產能為300萬噸。《天津日报》当时报道称，该项目总投资达466亿元。然而该项目总体进度缓慢、回报微薄。天津项目第一条生产线的厂房建设及设备安装直到2015年才全部完成，2017年才正式投产，比预期晚了3年；一期项目第二条生产线2019年才进行样品试生产。截至2018年末，第一条产线全部账面价值仅174亿元。
2016年3月，中国忠旺擬分拆鋁擠壓業務至A股上市，通過間接全資附屬公司與上海A股上市的中房股份簽訂資産轉讓協議，中房股份將購入專注於鋁擠壓業務的遼寧忠旺集團有限公司全部權益，实现借壳上市。然而这一计划多年未有更多进展，2019年8月，中房股份终止与中国忠旺的重大资产重组。2020年3月，中国忠旺借壳交易计划再次重启。中房股份拟作价305亿元收购忠旺精制、忠旺集团等股权；交易完成后，忠旺精制将成为上市公司新控股股东，刘忠田将成为公司新实控人。2021年8月11日，中房股份公告称终止重大资产重组事项，中房股份后于2022年6月21日被摘牌。
2016年8月29日，中国忠旺旗下忠旺美国宣布斥资23.3亿美元收购美国铝压延产品研发制造商爱励铝业。2017年，中国忠旺相继收购德国高端铝挤压企业乌纳铝业和澳大利亚全铝合金超级游艇制造商Silver Yachts，以进一步全球布局。

### 与美国政府的纠纷
2010年下半年，美国商务部针对中国输美铝型材展开反倾销及反补贴调查。终裁认定，美国商务部向中国忠旺出口美国的部分铝型材征收反倾销关税与反补贴关税，其中反倾销税率33.28%。
2015年，一家名为Dupre Analytics的机构揭露中国忠旺虚假销售、向美国走私铝制品逃避关税。2017年，美国方面调查指，忠旺在南加州设立的6家附属企业在2011年-2014年总共从墨西哥进口220万个“并无应用场景和真实用户”的铝制托盘，合计逃税18亿美元，涉案金额创下美国司法部门有史以来最大关税案件的纪录。忠旺方面则多次否认这些指控。
2019年7月31日，美国司法部洛杉矶大陪审团将忠旺集团董事长刘忠田以逃税、洗钱、欺诈等24项罪名起诉至联邦法院。2021年8月30日，中國忠旺因財務業績無法準時發佈，於香港股市停牌。消息指此事與中國忠旺創辦人劉忠田有關聯的美國公司因逃避關稅而被控告欺詐有關。2022年4月11日，美国联邦地区法院终审裁定，与刘忠田关联的六家公司因参与欺诈活动，被勒令支付18.3亿美元罚金，同时被判处五年缓刑。

### 经营危机
由于忠旺集团不断拓展新工厂和业务线，加上借壳上市失败、美国避税指控，都使刘忠田及其忠旺集团屡次遭遇质疑，公司股价连年走低，公司市值与创始人的财富也随之缩水。2020年，刘忠田及家族的财富已经缩水到了114亿元，位列福布斯中国400富豪榜第354名。
2021年10月15日，中国忠旺公告，下属公司辽阳忠旺精制铝业、辽宁忠旺集团出现严重经营困难，经多方努力，已无法依靠自身力量解决当前问题，同时三名独立董事全部辞职。同年12月，恒生指数将中国忠旺从成分股名单中剔除。
2022年9月2日，中国忠旺公告称，相关中国债权人已于2022年8月31日针对附属公司辽宁忠旺集团有限公司等共计14家公司，向辽宁省沈阳市中级人民法院提交破产重整申请。9月5日公告称，忠旺集团管理人已向沈阳市中院提交申请，称中国忠旺37家附属公司及25家联营公司与辽阳忠旺投资有限公司等191家公司之间存在高度关联性，为公平保障债权人权益，管理人申请法院裁定上述253家公司实质合并重整。9月20日公告称，沈阳市中院已依法裁定上述253家公司实质合并重整，并指定忠旺集团系列企业管理人担任253家公司实质合并重整案管理人。2023年3月27日，沈阳市中院裁定忠旺集团系列企业管理人申请延期3个月提交重整计划草案应予准许，故重整计划草案提交期限延长至2023年6月20日。
2023年3月24日，港交所上市委员会决定，取消中国忠旺在港交所的上市地位。4月13日，中国忠旺从港交所除牌。
2023年8月14日，据上海市市场监督管理局网站公示，厦门市属国有企业象屿集团拟收购中国忠旺附属企业辽宁忠旺精制投资有限公司部分业务，相关收购有待批准。
2023年10月19日，湖北省襄阳市中级人民法院一审公开开庭审理辽宁省原副省长、省公安厅原厅长王大伟受贿案，检方指控他敛财数额高达5.55亿人民币。王大伟于2022年3月1日落马，同年9月被双开。检察机关指控，王大伟利用职务上的便利以及职权或者地位形成的便利条件，为忠旺集团等单位和个人在企业经营、案件处理以及职务提拔、调整等事项上提供帮助，直接或者通过他人非法收受上述单位和个人给予的财物，以及代为支付购房款、购物款，共计折合人民币5.55亿余元。2024年1月6日，在中国中央电视台播出的电视专题片《持续发力 纵深推进》第一集中，披露了案件细节。专题片称，王大伟非法收受的他人财物中，有近一半是忠旺集团实际控制人刘忠田送的。专题片又说，忠旺集团申请破产的原因是刘忠田长期靠违法违规手段获取资源，脱实向虚、无序扩张。2019年下半年，公安部向辽宁省公安厅移交了相关问题线索，王大伟一面向刘忠田通风报信，一面指示办案机关“点到为止”。2020年，忠旺集团巨额债务问题引发重大区域性金融风险，王大伟仍极力包庇，致使错失化解金融风险的最佳时机。

## 业务
中国忠旺业务以中國市場為主、海外市場為輔，以鋁擠壓、鋁壓延及深加工为主营业务。2020年的年报指出，忠旺產品已在工業材料、航空航天、船舶、軌道交通、新能源汽車以及半導體等領域得到廣泛應用。汽车相关产品客户涵盖多家國內外汽車生產廠商，供貨產品則涉及引擎蓋、門板、結構件、電池蓋板等多種汽車零部件；軌道交通客户主要有中国中车及厦门、合肥、上海等地的城市軌道交通运营商等:17-18。此外忠旺集团还在金融领域投资，持有辽阳农商行、辽阳银行、抚顺银行、锦州银行、龙江银行、大连银行、吉林银行等股份。2016年，刘忠田收购郑永刚创办的君康人寿，意图完善忠旺的“大金融”布局。